# Тітов Михайло Борисович
Тіто́в Миха́йло Бори́сович (5 листопада 1928, Харків — 6 лютого 2020) — професор, доктор медичних наук, завідувач кафедри інфекційних хвороб Львівського медичного інституту (1969—1997). Досліджував і впроваджував у лікарську практику діагностичні та лікувальні засоби при шигельозі, малярії, вірусних гепатитах, менінгітах, енцефалітах, поліомієліті, правці, скарлатині.

## Біографічні дані
Михайло Борисович народився 1928 року у Харкові. 1944 році разом з матір'ю переїхав до Львова, де у 1946 році вступив у Львівський медичний інститут. Своїм учителем Михайло Тітов вважав доцента Бориса Миколайовича Котляренка, засновника Львівської наукової школи інфекціоністів.

## Наукова діяльність
1951—1954 рр. вчився у клінічній ординатурі при кафедрі інфекційних хвороб. У 1954—1961 роках — асистент кафедри інфекційних хвороб. У 1952 році захистив кандидатську дисертацію на тему: «Функции печени при дизентерии». У 1961—1962 роках працював лікарем-інфекціоністом у шпиталі в Гвінейській республіці.
Упродовж 1963—1969 років працював на посаді доцента кафедри інфекційних хвороб Львівського медичного інституту, 1964 року присвоєне вчене звання доцента, одночасно у 1963—1965 роках був деканом педіатричного факультету.
У 1970 році захистив докторську дисертацію на тему: «Материалы по изучению клиники и терапии инфекционного гепатита в сочетании с некоторыми процессами и заболеваниями», наступного року йому було присвоєно вчене звання професора.
Протягом 1969—1997 років був завідувачем кафедри інфекційних хвороб Львівського медичного інституту, водночас у 1973—1981 рр. — декан педіатричного факультету. У 1994 році обраний академіком АН технологічної кібернетики України.
З 1997 році на пенсії.
Михайло Борисович є автором близько 300 наукових робіт, у тому числі 12 книг, 23 авторських свідоцтв на винаходи.

## Нагороди та відзнаки
- 1971 р. — почесний знак «Відмінник охорони здоров'я»
- 1974 р. — срібна медаль ВДНГ СРСР
- 1976 р. — золота медаль ВДНГ СРСР
- 1989 р. — почесне звання Заслужений діяч науки УРСР